# توسعه سازوکار هوای پاک (پیمان کیوتو)

قیمتهای کاهش ماهانه واحدهای مجاز انتشار (CER) معتبر

سازوکار توسعه تمیز (به انگلیسی: (Clean Development Mechanism (CDM) یکی از سازوکارهای قابل انعطاف است که در پروتکل کیوتو تعریف شده‌است (IPCC، ۲۰۰۷) که پروژه‌های کاهش انتشار گازهای گلخانه‌ای را تولید می‌کند که طرح‌های کاهش انتشار کربن (CER) را تولید می‌کند که ممکن است در طرح‌های معاملات تولید گازهای گلخانه‌ای معامله شود.

## مشکلات ایجاد شده
هنگامی که بازار بورس در سال ۲۰۱۲ میلادی سقوط کرد، ارزش اعتبارات به هم ریخت و هزاران پروژه با اعتبار غیرقابل استفاده باقی مانده بود. تلاش در مورد آنچه باید با اعتبارات قدیمی انجام شود، COP 25 2019 را در مادرید در نظر دارد.
CDM، در نهایت با ۱۲ پروتکل و دو هدف را در نظر دارد:
- (۱) کمک به طرفهایی که در پیوست I در دستیابی به توسعه پایدار و مشارکت در هدف نهایی کنوانسیون چارچوب سازمان ملل متحد در مورد تغییرات آب و هوا (به انگلیسی: (UNFCCC))، یعنی جلوگیری از تغییرات خطرناک آب و هوا، نقش ندارند؛ و
- (۲) برای کمک به سازمان‌های مندرج در ضمیمه I در دستیابی به تعهدات محدود نمودن انتشار و کاهش میزان انتشار گازهای گلخانه‌ای (GHG).[۲]

پیوست «ضمیمه اول» کشورهایی هستند که در پیوست I معاهده، کشورهای صنعتی ذکر شده‌اند. احزاب غیر الحاقی I کشورهای در حال توسعه هستند.
CDM با اجازه دادن به کشورهای ضمیمه I، می‌تواند بخشی از تعهدات کاهش انتشار خود، تحت پروتکل کیوتو را با خرید واحدهای کاهش انتشار خبره از پروژه‌های کاهش انتشار CDM در کشورهای در حال توسعه انجام دهد (Carbon Trust, 2009, p. 14) هم پروژه‌ها و هم مسئله واحدهای CER مورد تأیید قرار دارند تا اطمینان حاصل شود که این کاهش انتشار واقعی و «اضافی» است. CDM تحت نظارت هیئت اجرایی CDM (CDM EB) تحت هدایت کنفرانس احزاب (COP / MOP) کنوانسیون چارچوب سازمان ملل متحد در مورد تغییرات آب و هوا (به انگلیسی: (UNFCCC)) نظارت می‌شود.

## تاریخچه
مکانیسم توسعه تمیز یکی از «سازوکارهای انعطاف‌پذیری» است که در پروتکل کیوتو تعریف شده‌است. سازوکارهای انعطاف‌پذیری به گونه ای طراحی شده‌است که کشورهای ضمیمه B می‌توانند تعهدات کاهش انتشار خود را با کاهش تأثیر در اقتصادهایشان برآورده کنند (IPCC، 2007). مکانیسم‌های انعطاف‌پذیری توسط دولت ایالات متحده به پروتکل کیوتو وارد شد. کشورهای در حال توسعه کاملاً شکاک بودند و به شدت با سازوکارهای انعطاف‌پذیری مخالف بودند (Carbon Trust, 2009, p. 6) با این حال، در مذاکرات بین‌المللی بر سر پیروی از پیگیری پروتکل کیوتو توافق کردند در نتیجه سازوکارها ادامه خواهند یافت.

## اهداف
هدف CDM ترویج توسعه پاک در کشورهای در حال توسعه، یعنی کشورهای "غیر ضمیمه I" (کشورهایی که در پیوست I چارچوب کنوانسیون ذکر نشده‌اند) است. CDM یکی از مکانیسم‌های "مبتنی بر پروژه" پروتکل است، به این ترتیب که CDM به منظور ارتقاء پروژه‌هایی که باعث کاهش انتشار می‌شوند، طراحی شده‌است. CDM مبتنی بر ایده کاهش در "تولید" که باعث گازهای مشکل‌دار است می‌باشد (Toth et al. , 2001, p. 660). هنگامی «تولید» کاهش می‌یابد پس با توجه به «مبانی اولیه» عملاً تولید گازهای گلخانه‌ای کم می‌شوند. انتشارات اولیه انتشارهایی هستند که پیش‌بینی می‌شود در صورت عدم وجود یک پروژه CDM خاص اتفاق بیفتد. پروژه‌های CDM در برابر این مبنا «اعتبار» می‌گیرند، به این معنا که کشورهای در حال توسعه برای این کاهش انتشار حاصل از کاهش تولید اعتبار کسب می‌کنند.
مبنای اقتصادی برای گنجاندن کشورهای در حال توسعه در تلاش برای کاهش تولید گازهای گلخانه‌ای، تصور می‌شود که کاهش انتشار در کشورهای در حال توسعه ارزان‌تر از کشورهای توسعه یافته‌است (گلدبرگ و همکاران، ۱۹۹۶، ص. ۳۰؛ گروب، ۲۰۰۳، ص. 159). برای مثال، در کشورهای در حال توسعه، مقررات زیست‌محیطی به‌طور کلی ضعیف‌تر از کشورهای توسعه یافته‌است (گلدمبرگ و همکاران ۲۰۰۱، ص. 387-389). بنابراین، تصور بر این است که پتانسیل‌های بیشتری برای کشورهای در حال توسعه وجود دارد تا تولید گازهای گلخانه‌ای خود را نسبت به کشورهای توسعه یافته کاهش دهند.
پیش‌بینی می‌شود تولید گازهای گلخانه‌ای در کشورهای در حال توسعه به‌طور قابل توجهی در طول این قرن افزایش یابد (گلدمبرگ و همکاران، ۱۹۹۶، ص. 29) تأثیر در تصمیمات زیرساخت در کشورهای در حال توسعه، می‌تواند تأثیر بسیار زیادی بر تلاش‌های آینده برای محدود کردن مجموع گازهای گلخانه‌ای جهانی داشته باشد (فیشر و همکاران، 2007). CDM برای شروع کشورهای در حال توسعه در مسیری به سوی آلودگی کمتر قرار گرفته‌اند، در حالی که کشورهای صنعتی (ضمیمه B) کشورهای هستند که برای این کاهش هزینه پرداخت می‌کنند.
صندوقی برای انطباق تأمین مالی پروژه‌ها و برنامه‌های سازگار در کشورهای در حال توسعه که طرف پروتکل کیوتو هستند، تأسیس شد. صندوقی است که با یک سهم از درآمد حاصل از مکانیزم توسعه پاک (CDM) فعالیت‌های پروژه تأمین مالی می‌شود و همچنین با دریافت وجه از منابع دیگر زیست‌محیطی.

## فرایند پروژه CDM

### طرح کلی
یک کشور صنعتی که مایل به دریافت اعتبار از یک پروژه CDM است، باید رضایت کشور در حال توسعه میزبان این پروژه و توافق آنها را مبنی بر کمک به این پروژه در توسعه پایدار بدست آورد. سپس با استفاده از متدولوژی‌های مصوب هیئت اجرایی (CDM) (EB)، کشور صنعتی متقاضی پرونده‌ای را ایجاد کند که شامل یک پروژه کاهش کربن باشد (بهره‌وری)، و باید مبنایی مبنی بر تخمین انتشار آتی را در غیاب نظارت ایجاد کند. تأیید این پروژه توسط آژانس ثالث موسوم به واحد عملیاتی تعیین شده توسط (DOE) تأیید می‌شود تا نتایج پروژه را در میزان واقعی انتشار، اندازه‌گیری و طولانی مدت این انتشار را هم کاهش دهد. EB سپس تصمیم می‌گیرد که آیا ثبت نام (تأیید) پروژه را انجام می‌دهد یا نه. در صورت ثبت و اجرای یک پروژه، EB اعتباراتی را صادر می‌کند، که به نام اعتبار کربن شناخته می شوند، جایی که هر واحد معادل کاهش یک تن CO 2 e یا معادل آن.

### مبانی اولیه
علاوه بر این تعیین و محاسبه کاهش انتشار، به میزان انتشار گازهای گلخانه ای بستگی دارد که بدون پروژه کاهش تولید گازهای گلخانه ای پروژه رخ می‌دهد. به این معنا که این امتیار به میزان حجم کاهش داده شده حاصل از اجرای طرح تعلق می‌گیرد. در حقیقت باید توسط شرکت ثالث حجم گازهای گلخانه ای واحد تولیدی را بدست آورد و از میزان گازهای گلخانه ای پس از اجرای طرح کاست و نتیجه میزان کاهش اصلی که شامل امتیار می‌گردد می‌باشد.

### روش‌شناسی
هر پروژه CDM پیشنهادی باید از یک مبنای واحد و تأیید شده برای ثبت نام و تأیید استفاده کند. متدولوژی پایه برای تعیین نتایج مبنا در شرایط خاص کاربردی، مراحل مشخصی را تعیین خواهد کرد، در حالی که روش‌شناسی نظارت مراحل مشخصی را برای تعیین پارامترهای مانیتورینگ، تضمین کیفیت، تجهیزات مورد استفاده تعیین خواهد کرد تا بتواند داده‌ها را برای محاسبه کاهش انتشار تعیین کند. این متدولوژی‌های تصویب شده همه کدگذاری شده‌اند:
AM - روش تأیید شده
ACM - تصدیق روش تلفیقی
AMS - روش‌شناسی تأیید شده برای پروژه‌های مقیاس کوچک
ARAM - روش‌شناسی‌های تأیید شده برای جنگل زدایی و جنگل زدایی
کلیه روشهای اولیه مورد تأیید هیئت اجرایی به همراه راهنمایی‌های مربوطه در وب سایت CDF UNFCCC در دسترس عموم است. اگر یک DOE مشخص کند که یک فعالیت پروژه پیشنهادی قصد استفاده از یک روش جدید پایه را دارد، قبل از ارسال ثبت نام این پروژه، باید روش پیشنهادی را برای بررسی و تصویب، به EB ارسال کند. .

## اقتصاد
طبق نگارش برنیاکس و همکاران، ۲۰۰۹، ص. ۳۷، مکانیسم‌های اعتبار مانند CDM می‌تواند سه نقش مهم در کاهش تغییرات آب و هوایی داشته باشد:
- بهبود مقرون به صرفه بودن سیاست‌های کاهش میزان GHG در کشورهای توسعه یافته
- کمک به کاهش «نشت» (نشت کربن) از تولید گازهای گلخانه ای از کشورهای توسعه یافته به کشورهای در حال توسعه. نشت جایی است که اقدامات کاهش در یک کشور یا بخش اقتصادی منجر به افزایش تولید گازهای گلخانه ای کشور یا بخش دیگر می‌شود، به عنوان مثال از طریق جابجایی صنایع آلاینده از پیوست I به کشورهای غیر ضمیمه I (برنیاکس و همکاران، 2007).[۱۴]
- انتقال فناوری‌های پاک و با آلودگی کمتر به کشورهای در حال توسعه را تقویت می‌کند.

طبق گفته‌های برنیاکس و همکاران. (۱۳۸۸، ص. ۳۷)، به نظر می‌رسد پتانسیل صرفه جویی در هزینه‌های یک مکانیزم اعتبار خوب عملکردی بسیار بزرگ است. در مقایسه با هزینه‌های پایه (به عنوان مثال، هزینه‌هایی که برای کاهش انتشار فقط در کشورهای ضمیمه ۱ انجام می‌شود)، اگر نتیجه استفاده از پروژه ۲۰٪ تعیین شود، یک تخمین می‌گوید هزینه‌های کاهش می‌تواند نصف شود. با این حال، این صرفه جویی در هزینه، باید به عنوان یک مرز تلقی شود: بدون در نظر گرفتن هزینه تراکنش و عدم اطمینان از تحویل پس‌انداز انتشار. کشورهایی که در این ضمیمه قرار دارند و بیشترین اعتبار را دارند، شامل استرالیا، نیوزیلند و کانادا می‌شوند. در این مدل اقتصادی، کشورهای غیر ضمیمه I از سوء استفاده کمی در کاهش انتشار کم هزینه، از درآمد کمی برخوردار هستند. هزینه معاملات واقعی در CDM نسبتاً زیاد است، که برای پروژه‌های کوچکتر مشکل ساز خواهد بود. این بخش توسط (PoA) مورد بررسی قرار گرفته‌است.

## مشکل انگیزشی
مشکل این است که CDM ممکن است انگیزه کشورهای غیر ضمیمه I را برای کاهش تولید گازهای گلخانه ای خود کاهش دهد.

## مسائل مالی
با توجه به اینکه هزینه کاهش انتشار در کشورهای در حال توسعه نسبت به کشورهای صنعتی بسیار پایین‌تر از کشورهای صنعتی است آنها می‌توانند با دریافت اعتبار برای میزان انتشار گازهای گلخانه ای در کشورهای در حال توسعه تا زمانی که هزینه‌های مدیریت پایین باشد، اهداف کاهش انتشار خود را با هزینه بسیار کمتری رعایت کنند.

## پروژه‌های CDM

واحدهای کاهش انتشار مجاز (CER) توسط کشور در اکتبر ۲۰۱۲

### حمل و نقل
در حال حاضر ۲۹ پروژه حمل و نقل ثبت شده‌است، آخرین آن در ۲۵ فوریه ۲۰۱۳ ثبت شده و در چین است.

## برای مطالعهٔ بیشتر
- کاهش انتشار خبره
- یارانه سوخت فسیلی برای کشورهای در حال توسعه[۱۷]
- بدست آوردن مالکیت زمین با استفاده مولد
- اتحاد آب و هوا، جامعه و تنوع زیستی
- انجمن کربن چین (CCF)
- استاندارد کربن تأیید شده
- اضافی بودن

## بیشتر خواندن
- Boyd, E.;  et al. (October 2007). "The Clean Development Mechanism: An assessment of current practice and future approaches for policy". Tyndall Centre for Climate Change Research. Retrieved September 18, 2012.
- Hepburn, C. (November 2007). "Carbon Trading: A Review of the Kyoto Mechanisms". Annual Review of Environment and Resources. 32: 375–393. doi:10.1146/annurev.energy.32.053006.141203.
- The ultimate climate change FAQ (July 26, 2011). "What is the Clean Development Mechanism (CDM)?". The Guardian. Retrieved September 20, 2012.
- Cassimon, D. ، M. Prowse and D. Essers (2014) "بودجه پروژه‌های CDM را از طریق تعویض بدهی برای کارایی تأمین می‌کنید؟ شواهد مطالعه موردی از یک پروژه مزرعه بادی اروگوئه 'مجله اروپایی تحقیقات توسعه 26. https://link.springer.com/article/10.1057%2Fejdr.۲۰۱۳٫۳۴
- | دید کلی                                                                                                                                                       | دید کلی |
| --- | ------- |
| - مشارکت در تغییرات اقلیمی اخیر - سامانه اقلیمی زمین - تأثیرات تغییر اقلیم - کاهش تغییر اقلیم - سازگاری با تغییر اقلیم - رده:تغییر اقلیم بر پایه کشور و منطقه |         |

| عوامل | عوامل |
| --- | --- |
| \| دید کلی \| - مشارکت در تغییرات اقلیمی اخیر - کربن دی‌اکسید در اتمسفر زمین - نسبت‌دهی رویدادهای شدید - اثر گلخانه‌ای - اجماع علمی درباره تغییر اقلیم \| \| منابع \| - گازهای گلخانه‌ای - انتشار گاز گلخانه‌ای - Carbon accounting - ردپای کربنی - نشر گازهای گلخانه‌ای در کشاورزی - from wetlands - سوخت فسیلی - جنگل‌زدایی و تغییر اقلیم - Representative Concentration Pathway - Shared Socioeconomic Pathways - عرضه و مصرف انرژی در جهان \| | |
| دید کلی | - مشارکت در تغییرات اقلیمی اخیر - کربن دی‌اکسید در اتمسفر زمین - نسبت‌دهی رویدادهای شدید - اثر گلخانه‌ای - اجماع علمی درباره تغییر اقلیم |
| منابع | - گازهای گلخانه‌ای - انتشار گاز گلخانه‌ای - Carbon accounting - ردپای کربنی - نشر گازهای گلخانه‌ای در کشاورزی - from wetlands - سوخت فسیلی - جنگل‌زدایی و تغییر اقلیم - Representative Concentration Pathway - Shared Socioeconomic Pathways - عرضه و مصرف انرژی در جهان |

| دید کلی | - مشارکت در تغییرات اقلیمی اخیر - کربن دی‌اکسید در اتمسفر زمین - نسبت‌دهی رویدادهای شدید - اثر گلخانه‌ای - اجماع علمی درباره تغییر اقلیم |
| منابع   | - گازهای گلخانه‌ای - انتشار گاز گلخانه‌ای - Carbon accounting - ردپای کربنی - نشر گازهای گلخانه‌ای در کشاورزی - from wetlands - سوخت فسیلی - جنگل‌زدایی و تغییر اقلیم - Representative Concentration Pathway - Shared Socioeconomic Pathways - عرضه و مصرف انرژی در جهان |

| پیشینه | پیشینه |
| --- | ------ |
| - تاریخچه علم تغییرات اقلیمی - History of climate change policy and politics - سوانته آرنیوس - جیمز هنسن - چارلز دیوید کیلینگ - کنفرانس تغییرات اقلیمی سازمان ملل متحد - تغییر اقلیم در سال‌ها - تغییر اقلیم در ۲۰۱۹ - 2020 - 2021 - 2022 - 2023 |        |

| تأثیرات و مسائل | تأثیرات و مسائل |
| --- | --- |
| \| طبیعی \| - Abrupt climate change - بی‌اکسیژنی - انتشار متان در شمالگان - کاهش دریایخ شمالگان - Atlantic meridional overturning circulation - خشکسالی - آب‌وهوای غیرعادی - سیل - سیل ساحلی - عقب‌‌نشینی یخچال‌های طبیعی از سال ۱۸۵۰ - موج گرما - جزیره گرمایی شهری - Marine - تاثیرات تغییرات اقلیمی روی اقیانوس‌ها - اسیدی شدن اقیانوس - deoxygenation - heat content - دمای سطح دریا - لایه‌بندی آب - temperature - کاهش ازون - خاک منجمد - نقطه‌های عطف سامانه اقلیمی - افزایش سطح آب دریاها - خزش فصلی - Tropical cyclones - Water cycle - آتش‌سوزی جنگل \| \| گیاگان و زیاگان \| - Ecosystems - رویداد مرگ توده‌ای - Invasive species - Plant biodiversity - Marine life - تأثیرات تغییر اقلیم - Birds - خطر انقراض از تغییر اقلیم - خشکیدگی جنگل \| \| پیامدهای اجتماعی \| - Agriculture - Cities - Children - Disability - تحلیل اقتصادی تغییرات اقلیمی - Fisheries - Gender - Health - Human rights - Indigenous peoples - Infectious diseases - Island nations - Mental health - مهاجرت محیط زیستی - Poverty - Psychology - Security and conflict - Urban flooding - کمبود آب - امنیت آب \| \| بر پایه کشور و منطقه \| - Africa - Americas - Antarctica - تغییرات اقلیمی در قطب شمال - آسیا - تغییرات اقلیمی در استرالیا - Caribbean - تغییرات آب و هوایی در اروپا - Middle East and North Africa - Small island countries - South Asia - رده:تغییر اقلیم بر پایه کشور \| | |
| طبیعی | - Abrupt climate change - بی‌اکسیژنی - انتشار متان در شمالگان - کاهش دریایخ شمالگان - Atlantic meridional overturning circulation - خشکسالی - آب‌وهوای غیرعادی - سیل - سیل ساحلی - عقب‌‌نشینی یخچال‌های طبیعی از سال ۱۸۵۰ - موج گرما - جزیره گرمایی شهری - Marine - تاثیرات تغییرات اقلیمی روی اقیانوس‌ها - اسیدی شدن اقیانوس - deoxygenation - heat content - دمای سطح دریا - لایه‌بندی آب - temperature - کاهش ازون - خاک منجمد - نقطه‌های عطف سامانه اقلیمی - افزایش سطح آب دریاها - خزش فصلی - Tropical cyclones - Water cycle - آتش‌سوزی جنگل |
| گیاگان و زیاگان | - Ecosystems - رویداد مرگ توده‌ای - Invasive species - Plant biodiversity - Marine life - تأثیرات تغییر اقلیم - Birds - خطر انقراض از تغییر اقلیم - خشکیدگی جنگل |
| پیامدهای اجتماعی | - Agriculture - Cities - Children - Disability - تحلیل اقتصادی تغییرات اقلیمی - Fisheries - Gender - Health - Human rights - Indigenous peoples - Infectious diseases - Island nations - Mental health - مهاجرت محیط زیستی - Poverty - Psychology - Security and conflict - Urban flooding - کمبود آب - امنیت آب |
| بر پایه کشور و منطقه | - Africa - Americas - Antarctica - تغییرات اقلیمی در قطب شمال - آسیا - تغییرات اقلیمی در استرالیا - Caribbean - تغییرات آب و هوایی در اروپا - Middle East and North Africa - Small island countries - South Asia - رده:تغییر اقلیم بر پایه کشور |

| طبیعی                | - Abrupt climate change - بی‌اکسیژنی - انتشار متان در شمالگان - کاهش دریایخ شمالگان - Atlantic meridional overturning circulation - خشکسالی - آب‌وهوای غیرعادی - سیل - سیل ساحلی - عقب‌‌نشینی یخچال‌های طبیعی از سال ۱۸۵۰ - موج گرما - جزیره گرمایی شهری - Marine - تاثیرات تغییرات اقلیمی روی اقیانوس‌ها - اسیدی شدن اقیانوس - deoxygenation - heat content - دمای سطح دریا - لایه‌بندی آب - temperature - کاهش ازون - خاک منجمد - نقطه‌های عطف سامانه اقلیمی - افزایش سطح آب دریاها - خزش فصلی - Tropical cyclones - Water cycle - آتش‌سوزی جنگل |
| گیاگان و زیاگان      | - Ecosystems - رویداد مرگ توده‌ای - Invasive species - Plant biodiversity - Marine life - تأثیرات تغییر اقلیم - Birds - خطر انقراض از تغییر اقلیم - خشکیدگی جنگل |
| پیامدهای اجتماعی     | - Agriculture - Cities - Children - Disability - تحلیل اقتصادی تغییرات اقلیمی - Fisheries - Gender - Health - Human rights - Indigenous peoples - Infectious diseases - Island nations - Mental health - مهاجرت محیط زیستی - Poverty - Psychology - Security and conflict - Urban flooding - کمبود آب - امنیت آب |
| بر پایه کشور و منطقه | - Africa - Americas - Antarctica - تغییرات اقلیمی در قطب شمال - آسیا - تغییرات اقلیمی در استرالیا - Caribbean - تغییرات آب و هوایی در اروپا - Middle East and North Africa - Small island countries - South Asia - رده:تغییر اقلیم بر پایه کشور |

| کاهش | کاهش |
| --- | --- |
| \| تحلیل اقتصادی تغییرات اقلیمی \| - Carbon budget - آفست کربن - کربن‌خنثی - آفست کربن - Gold Standard (carbon offset standard) - قیمت کربن - مالیات کربن - Climate debt - Climate risk - Climate risk insurance - تأمین مالی اقلیم - کاهش تغییر اقلیم - Fossil fuel divestment - Economics of mitigation - تجارت گازهای گلخانه‌ای - تجارت انتشار کربن - Green Climate Fund - اقتصاد کم‌کربن \| \| انرژی \| - جداسازی کربن دی‌اکسید و ذخیره آن - گذار انرژی - حذف تدریجی سوخت‌های فسیلی - انرژی پایدار - انرژی هسته‌ای - انرژی تجدیدپذیر - انرژی پایدار \| \| حفظ و تقویت مخزن کربن \| - کربن آبی - Carbon dioxide removal - ترسیب کربن - جداسازی مستقیم کربن از هوا - Carbon farming - Climate-smart agriculture - Land use, land-use change, and forestry (LULUCF and AFOLU) - Nature-based solutions - Reducing emissions from deforestation and forest degradation - احیای جنگل \| \| شخصی \| - اقدام فردی درباره تغییر اقلیم - رژیم گیاهی \| | |
| تحلیل اقتصادی تغییرات اقلیمی | - Carbon budget - آفست کربن - کربن‌خنثی - آفست کربن - Gold Standard (carbon offset standard) - قیمت کربن - مالیات کربن - Climate debt - Climate risk - Climate risk insurance - تأمین مالی اقلیم - کاهش تغییر اقلیم - Fossil fuel divestment - Economics of mitigation - تجارت گازهای گلخانه‌ای - تجارت انتشار کربن - Green Climate Fund - اقتصاد کم‌کربن |
| انرژی | - جداسازی کربن دی‌اکسید و ذخیره آن - گذار انرژی - حذف تدریجی سوخت‌های فسیلی - انرژی پایدار - انرژی هسته‌ای - انرژی تجدیدپذیر - انرژی پایدار |
| حفظ و تقویت مخزن کربن | - کربن آبی - Carbon dioxide removal - ترسیب کربن - جداسازی مستقیم کربن از هوا - Carbon farming - Climate-smart agriculture - Land use, land-use change, and forestry (LULUCF and AFOLU) - Nature-based solutions - Reducing emissions from deforestation and forest degradation - احیای جنگل                                                           |
| شخصی | - اقدام فردی درباره تغییر اقلیم - رژیم گیاهی |

| تحلیل اقتصادی تغییرات اقلیمی | - Carbon budget - آفست کربن - کربن‌خنثی - آفست کربن - Gold Standard (carbon offset standard) - قیمت کربن - مالیات کربن - Climate debt - Climate risk - Climate risk insurance - تأمین مالی اقلیم - کاهش تغییر اقلیم - Fossil fuel divestment - Economics of mitigation - تجارت گازهای گلخانه‌ای - تجارت انتشار کربن - Green Climate Fund - اقتصاد کم‌کربن |
| انرژی                        | - جداسازی کربن دی‌اکسید و ذخیره آن - گذار انرژی - حذف تدریجی سوخت‌های فسیلی - انرژی پایدار - انرژی هسته‌ای - انرژی تجدیدپذیر - انرژی پایدار |
| حفظ و تقویت مخزن کربن        | - کربن آبی - Carbon dioxide removal - ترسیب کربن - جداسازی مستقیم کربن از هوا - Carbon farming - Climate-smart agriculture - Land use, land-use change, and forestry (LULUCF and AFOLU) - Nature-based solutions - Reducing emissions from deforestation and forest degradation - احیای جنگل                                                           |
| شخصی                         | - اقدام فردی درباره تغییر اقلیم - رژیم گیاهی |

| جامعه و سازگاری | جامعه و سازگاری |
| --- | --- |
| \| جامعه \| - Business responses - Climate action - سوگ بوم‌شناختی - جنبش تغییرات اقلیمی - اعتصاب مدارس برای تغییر اقلیم - اعلامیه اضطرار اقلیمی - انکار تغییر اقلیم - Soft denial - انکار تغییر اقلیم - مجادله گرمایش جهانی - Governance - عدالت اقلیمی - Litigation - Nationally Determined Contributions - Politics - Political economy - باور همگانی درباره تغییر اقلیم - Women \| \| سازگاری \| - Adaptation strategies on the German coast - برد سازگاری - Vulnerability - تاب‌آوری اقلیمی - Climate risk - سازگاری بر پایه بوم‌سازگان - کاهش خطر فاجعه - مهار سیل - Loss and damage - Managed retreat - Nature-based solutions - The Adaptation Fund - National Adaptation Programme of Action \| \| ارتباطات اقلیمی \| - آموزش - Climate spiral - Popular culture depictions - art - climate fiction - games - Climate Change Performance Index - بحران اقلیمی - پوشش رسانه‌ای تغییر اقلیم - نوارهای گرمایشی \| \| توافق‌های بین‌المللی \| - Glasgow Climate Pact - Sustainable Development Goal 13 - پیمان کیوتو - توافق پاریس - Cooperative Mechanisms under Article 6 of the Paris Agreement - کنوانسیون سازمان ملل درباره چارچوب تغییر اقلیم \| | |
| جامعه | - Business responses - Climate action - سوگ بوم‌شناختی - جنبش تغییرات اقلیمی - اعتصاب مدارس برای تغییر اقلیم - اعلامیه اضطرار اقلیمی - انکار تغییر اقلیم - Soft denial - انکار تغییر اقلیم - مجادله گرمایش جهانی - Governance - عدالت اقلیمی - Litigation - Nationally Determined Contributions - Politics - Political economy - باور همگانی درباره تغییر اقلیم - Women |
| سازگاری | - Adaptation strategies on the German coast - برد سازگاری - Vulnerability - تاب‌آوری اقلیمی - Climate risk - سازگاری بر پایه بوم‌سازگان - کاهش خطر فاجعه - مهار سیل - Loss and damage - Managed retreat - Nature-based solutions - The Adaptation Fund - National Adaptation Programme of Action                                                                         |
| ارتباطات اقلیمی | - آموزش - Climate spiral - Popular culture depictions - art - climate fiction - games - Climate Change Performance Index - بحران اقلیمی - پوشش رسانه‌ای تغییر اقلیم - نوارهای گرمایشی |
| توافق‌های بین‌المللی | - Glasgow Climate Pact - Sustainable Development Goal 13 - پیمان کیوتو - توافق پاریس - Cooperative Mechanisms under Article 6 of the Paris Agreement - کنوانسیون سازمان ملل درباره چارچوب تغییر اقلیم |

| جامعه              | - Business responses - Climate action - سوگ بوم‌شناختی - جنبش تغییرات اقلیمی - اعتصاب مدارس برای تغییر اقلیم - اعلامیه اضطرار اقلیمی - انکار تغییر اقلیم - Soft denial - انکار تغییر اقلیم - مجادله گرمایش جهانی - Governance - عدالت اقلیمی - Litigation - Nationally Determined Contributions - Politics - Political economy - باور همگانی درباره تغییر اقلیم - Women |
| سازگاری            | - Adaptation strategies on the German coast - برد سازگاری - Vulnerability - تاب‌آوری اقلیمی - Climate risk - سازگاری بر پایه بوم‌سازگان - کاهش خطر فاجعه - مهار سیل - Loss and damage - Managed retreat - Nature-based solutions - The Adaptation Fund - National Adaptation Programme of Action                                                                         |
| ارتباطات اقلیمی    | - آموزش - Climate spiral - Popular culture depictions - art - climate fiction - games - Climate Change Performance Index - بحران اقلیمی - پوشش رسانه‌ای تغییر اقلیم - نوارهای گرمایشی |
| توافق‌های بین‌المللی | - Glasgow Climate Pact - Sustainable Development Goal 13 - پیمان کیوتو - توافق پاریس - Cooperative Mechanisms under Article 6 of the Paris Agreement - کنوانسیون سازمان ملل درباره چارچوب تغییر اقلیم |

| پیشینه و نظریه | پیشینه و نظریه |
| --- | --- |
| \| اندازه‌گیری \| - Global surface temperature - Instrumental temperature record - Satellite measurements \| \| نظریه‌ها \| - سپیدایی - چرخه کربن - پمپ زیستی - Oceanic carbon cycle - چرخه کربن پایایخبندان - مخزن کربن - حساسیت به اقلیم - تغییرپذیری و دگرگونی اقلیم - Cloud feedback - Cloud forcing - Fixed anvil temperature hypothesis - Iris hypothesis - بازخورد تغییرات اقلیمی - هم‌ارزی تابشی زمین - پتانسیل گرمایش جهانی - Illustrative model of greenhouse effect on climate change - وادارنده مداری - اجبار تابشی \| \| پژوهش \| - Climate change scenario - مدل اقلیمی - Coupled Model Intercomparison Project - هیئت بین‌دولتی تغییر اقلیم - ششمین گزارش هیئت بین‌دولتی تغییر اقلیم - دیرین‌اقلیم‌شناسی - Paleotempestology - Solar geoengineering \| | |
| اندازه‌گیری | - Global surface temperature - Instrumental temperature record - Satellite measurements |
| نظریه‌ها | - سپیدایی - چرخه کربن - پمپ زیستی - Oceanic carbon cycle - چرخه کربن پایایخبندان - مخزن کربن - حساسیت به اقلیم - تغییرپذیری و دگرگونی اقلیم - Cloud feedback - Cloud forcing - Fixed anvil temperature hypothesis - Iris hypothesis - بازخورد تغییرات اقلیمی - هم‌ارزی تابشی زمین - پتانسیل گرمایش جهانی - Illustrative model of greenhouse effect on climate change - وادارنده مداری - اجبار تابشی |
| پژوهش | - Climate change scenario - مدل اقلیمی - Coupled Model Intercomparison Project - هیئت بین‌دولتی تغییر اقلیم - ششمین گزارش هیئت بین‌دولتی تغییر اقلیم - دیرین‌اقلیم‌شناسی - Paleotempestology - Solar geoengineering |

| اندازه‌گیری | - Global surface temperature - Instrumental temperature record - Satellite measurements |
| نظریه‌ها    | - سپیدایی - چرخه کربن - پمپ زیستی - Oceanic carbon cycle - چرخه کربن پایایخبندان - مخزن کربن - حساسیت به اقلیم - تغییرپذیری و دگرگونی اقلیم - Cloud feedback - Cloud forcing - Fixed anvil temperature hypothesis - Iris hypothesis - بازخورد تغییرات اقلیمی - هم‌ارزی تابشی زمین - پتانسیل گرمایش جهانی - Illustrative model of greenhouse effect on climate change - وادارنده مداری - اجبار تابشی |
| پژوهش      | - Climate change scenario - مدل اقلیمی - Coupled Model Intercomparison Project - هیئت بین‌دولتی تغییر اقلیم - ششمین گزارش هیئت بین‌دولتی تغییر اقلیم - دیرین‌اقلیم‌شناسی - Paleotempestology - Solar geoengineering |